# Muelle de las Delicias

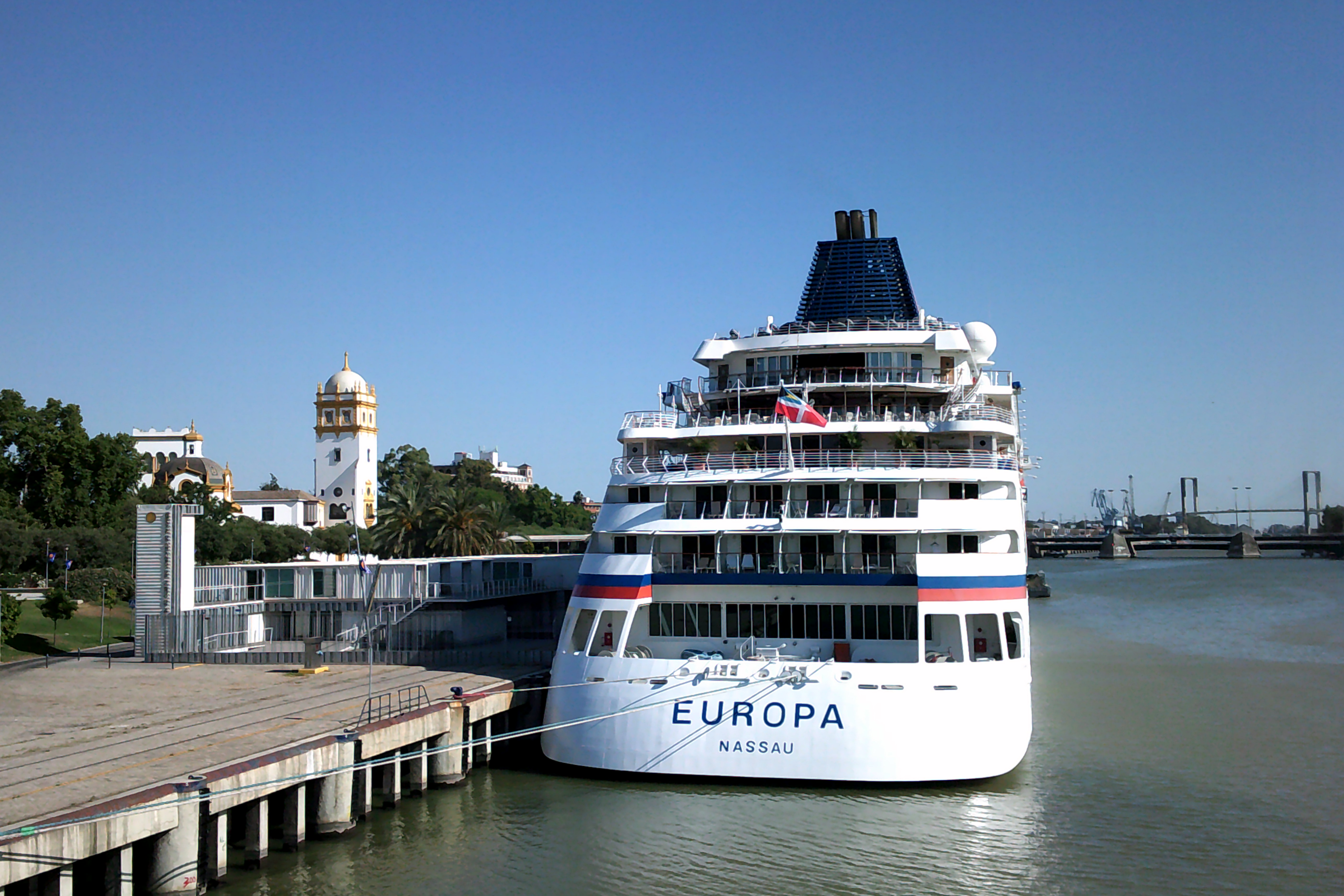
Muelle de las Delicias, con el crucero Europa Nassau. Sevilla, Andalucía, España.

El muelle de las Delicias está gestionado por el Puerto de Sevilla. Es el lugar donde atracan los cruceros turísticos de gran calado. En él se encuentran el Acuario de Sevilla y el Pabellón de Argentina de la Exposición Iberoamericana de 1929.

## Historia
Hasta mediados del siglo XX se utilizó sobre todo para transporte de mercancías, aunque desde la década de 1980 se destinó para que atracasen cruceros turísticos. En los años 2000 se re-adaptó el antiguo tinglado portuario para que sirviera de estación marítima de pasajeros. En 2013 se cercó dicho entorno y se amplió la estación con una moderna estructura construida con contenedores usados para el transporte de mercancías. Cada uno de esos contenedores ha recorrido una media de 1.150.000 kilómetros, lo que equivale a dar la vuelta al mundo 29 veces. En la estructura el 97% de los materiales son reciclados.
Se encuentra al sur del muelle de Nueva York, que comienza al norte del puente de los Remedios. El Muelle de las Delicias finaliza en el puente de las Delicias, que es levadizo para posibilitar la entrada de cruceros a dicho muelle y el acceso de embarcaciones al Club Náutico, en el barrio de Los Remedios, que se encuentra en la otra orilla. Tras el puente de las Delicias siguen las instalaciones portuarias destinadas al comercio.
En los años 2000 se proyectó un acuario en la zona. El proyecto se inició pero las obras se detuvieron hasta que fueron retomadas en abril de 2013. El acuario fue inaugurado en 2014. Al sur del muelle está el edificio de la Autoridad Portuaria, una grúa del siglo XIX, la Comandancia de Marina y una noria panorámica construida en 2015. La Comandancia es un edificio historicista construido para ser el pabellón del Ministerio de Marina de la Exposición Iberoamericana de 1929. Junto al muelle está también el pabellón de Argentina de la misma exposición, que hoy sirve como conservatorio de danza.